# Туна (растение)
Туна (лат. Toona) — род растений семейства Мелиевые, произрастающих в Восточной, Юго-Восточной и Южной Азии и в Австралии.
Ранее рассматривался как часть рода Цедрела.

## Виды
По данным World Flora Online род включает в себя 5 видов:
- Toona australis (F. Muell.) Harms — Туна австралийская
- Toona ciliata M.Roem. — Туна реснитчатая
- Toona fargesii A. Chev. — Туна Фаргеза
- Toona sinensis (Juss.) M.Roem. — Туна китайская, или Цедрела китайская
- Toona sureni (Blume) Merr. — Туна сурени